# 油井ヶ島沼

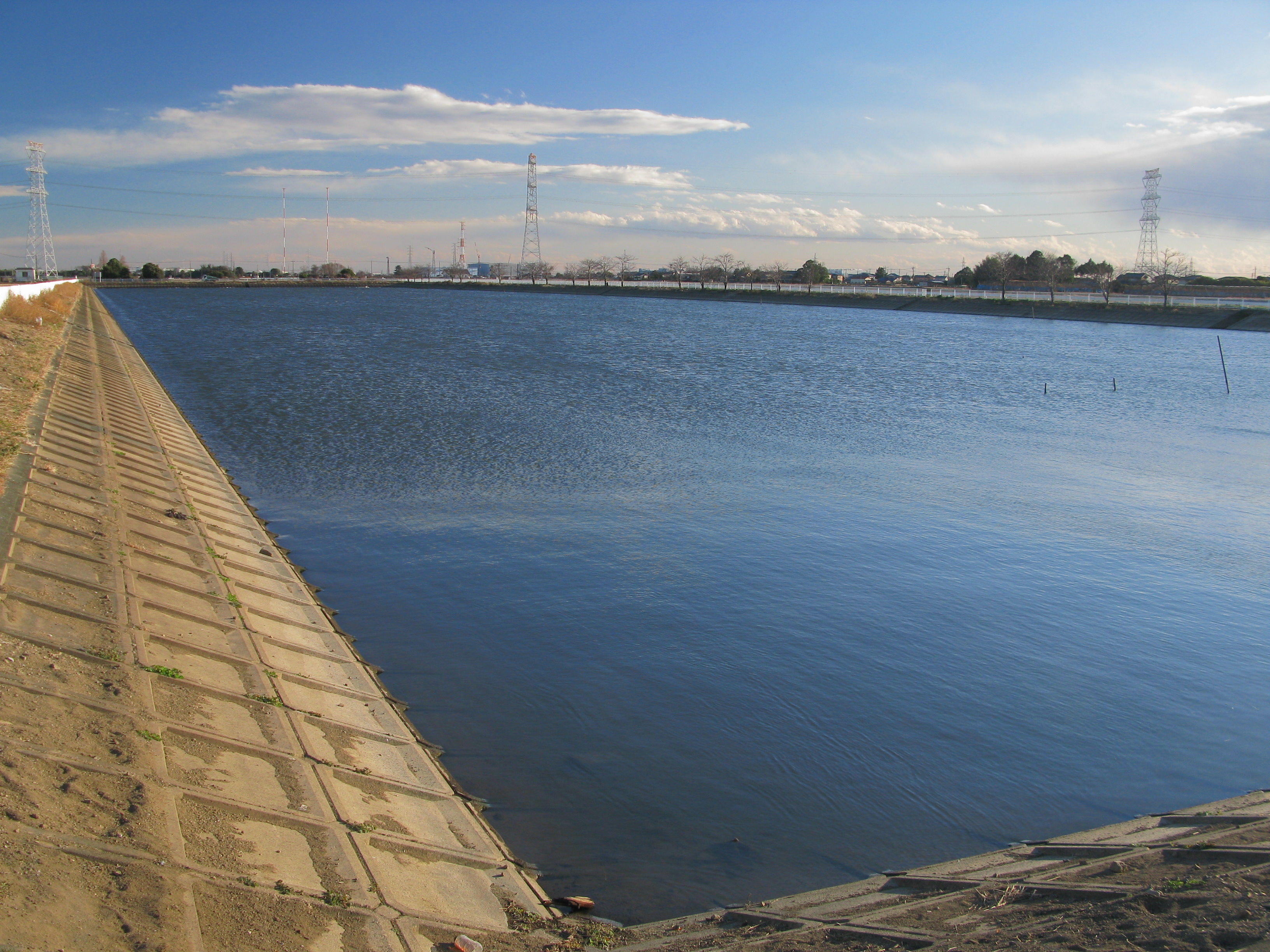
油井ヶ島沼（2011年12月）

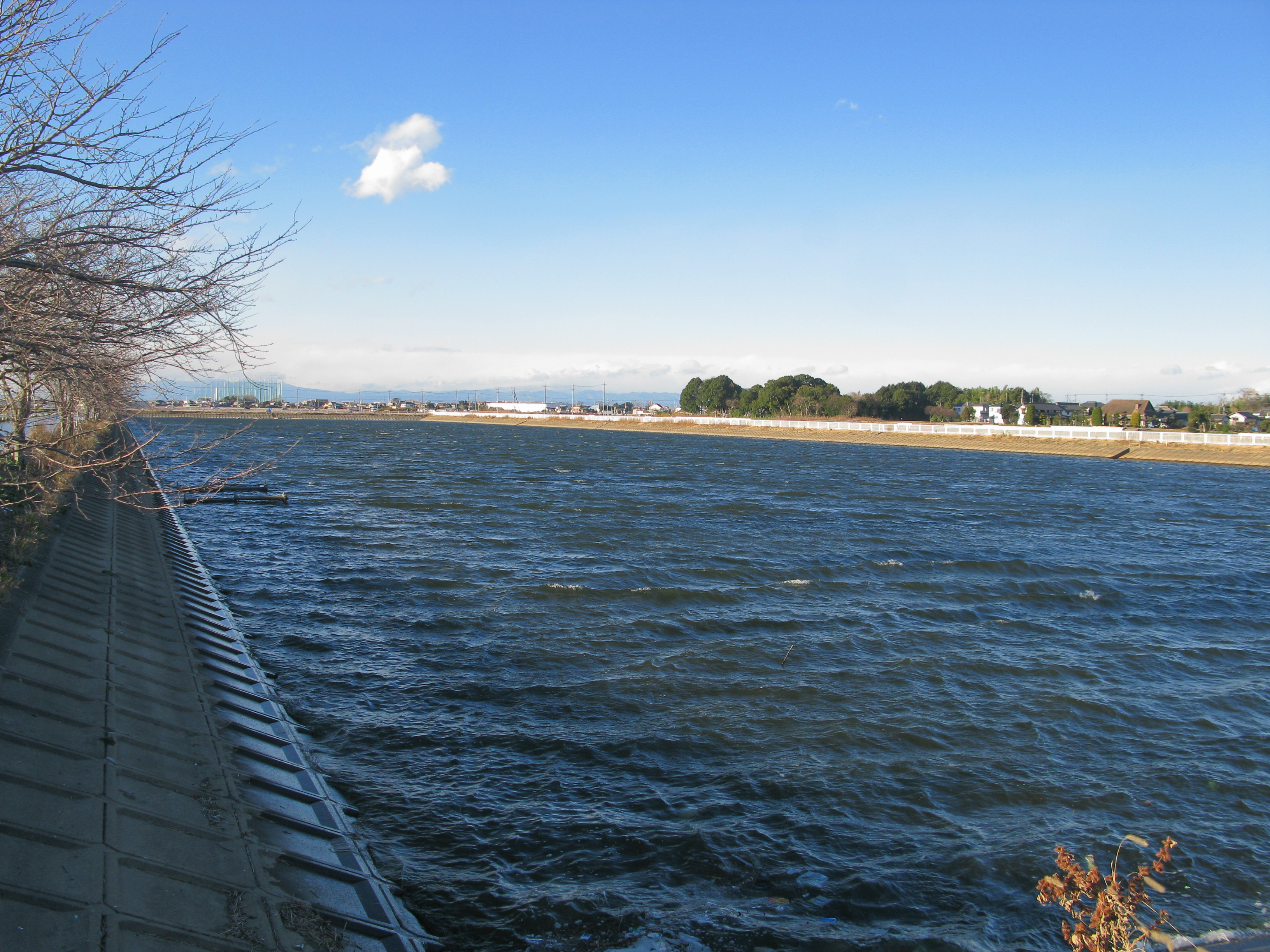
北西方向を望む

油井ヶ島沼（ゆいがしまぬま）は、埼玉県加須市油井ヶ島（加須地域）に所在する沼である。

## 概要
この油井ヶ島沼は加須市油井ヶ島に所在していることからこの名称がついた。かつては現在よりも広範な範囲が油井ヶ島沼と呼ばれ、一帯は自然沼および沼沢地であった。江戸時代に新田開発が行われ、主に掘り上げ田として開発・利用されていた。後の時代に耕地整理などを行った際、周囲の掘り潰れ（クリーク）を埋めるため、用土を採土し、整備し直された場所が今日の油井ヶ島沼となっている。現在の油井ヶ島沼はコンクリート護岸がなされ、ため池や調節池として利用されている。
なお、沼の周囲は水田などの農地となっており、沼の南側を南東へと流下する八ヶ村落（備前堀八ヶ村落）とも接続している。また、油井ヶ島沼の西方には小規模ながら掘り上げ田が現存している。

## 所在地
- 〒347-0026 - 埼玉県加須市油井ヶ島